# Fourteen Words
Fourteen Words (Nederlands: veertien woorden) is een in de Verenigde Staten door alt-right, neonazi's, antisemieten en extreemrechts gebruikt begrip, dat zijn oorsprong vindt in de (veertien) woorden van David Lane, een lid van de neonazi-groep The Order: "We must secure the existence of our people and a future for white children" ("We moeten het bestaan van ons volk en een toekomst voor blanke kinderen verzekeren"). Als alternatief kan het ook refereren aan het citaat "Because the beauty of the White Aryan woman must not perish from the earth" ("Omdat de schoonheid van de blanke Arische vrouw niet mag verdwijnen van de aarde"). Het begrip Arisch was vast onderdeel van antisemitische nazi-propaganda voor de Duitse dictator Adolf Hitler en door hem geleide organisaties.
Het nummer 14 wordt in de neonazi-subcultuur vaak gebruikt als decoratie op kleding en op sieraden. Soms in combinatie met het nummer 88, als 14/88 of 1488, waarbij de 88 verwijst naar de letters HH (de achtste letter van het alfabet), wat staat voor Heil Hitler.